# Gerhard Munthe
För andra betydelser, se Gerhard Munthe (olika betydelser).

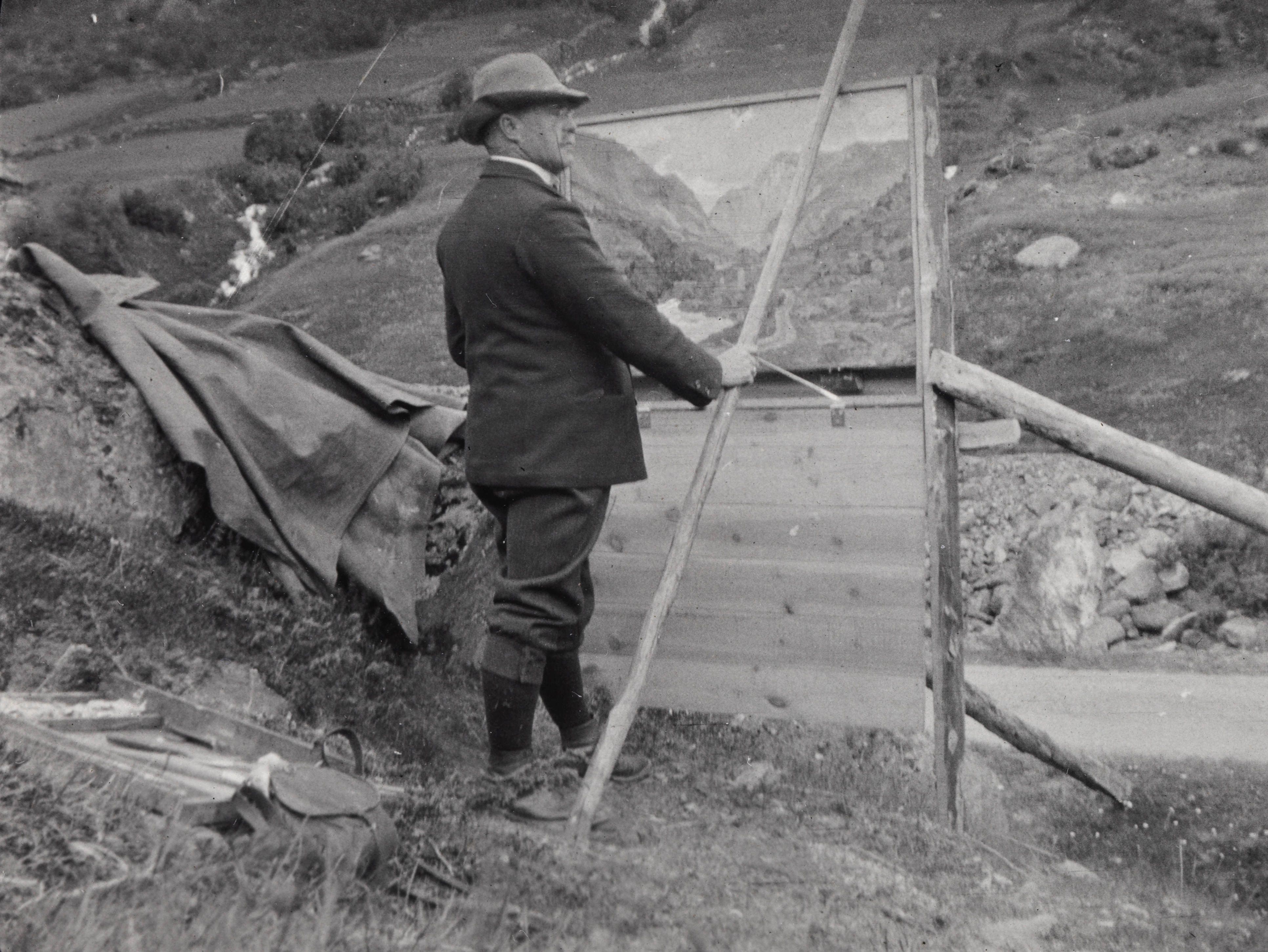
Gerhard Munthe vid sitt staffli sommaren 1905 i Bøverdalen

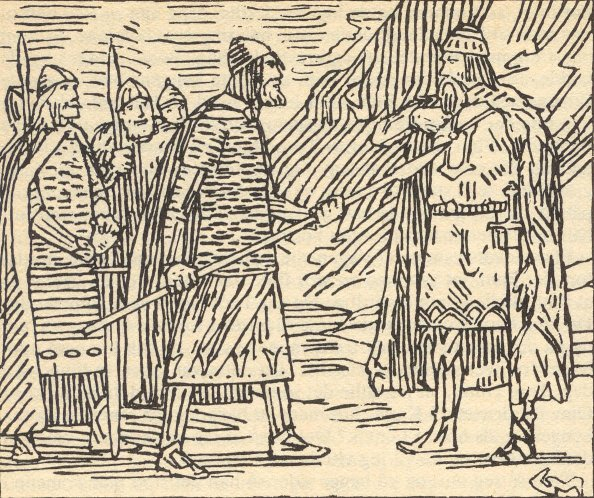
En av Gerhard Munthes illustrationer till Snorre Sturlassons heimskringla, från sagan om Olav den helige

Gerhard Peter Franz Wilhelm Munthe, född 19 juli 1849 i Heradsbygd i Elverums kommun, död 15 januari 1929 i Lysaker utanför Oslo, var en norsk målare, tecknare och bok- och textilkonstnär.

## Liv och arbete
Gerhard Munthe var son till läkaren Christian Pavels Munthe och hade tolv syskon, bland andra författaren Margrethe Munthe. Han började på J.F. Eckersbergs målarskola i Kristiania 1870 och studerade senare på Kunst- og Håndverksskolen åren 1874–1876 för landskapsmålaren och släktingen Ludvig Munthe i Düsseldorf. Gerhard Munthe debuterade på Høstutstillingen 1882.
År 1883 återvände han till Norge. Som landskapsmålare hämtade Munthe tidigast sina motiv från Östlandet, med vars natur han var grundligt förtrogen och som han skildrade med klarögd naturalism och fin förståelse för lokalkaraktären i målningar som Bondehaven (1888) och Aften vid Eggedal (1889). Munthe konstnärliga huvudinsats föll dock inom den dekorativa konstens område, där han bildade epok.
Den dekorativa läggning, som tidigt kunde skönjas, fördjupades genom studier av den gamla norska bondekonsten och fick sitt föra mera markanta uttryck i Fantasier över norska folksagor, som han visade på Svart- och Vittutställningen i Kristiania 1893, fantastiska motiv, behandlade i akvareller, i vilka den primitiva sammanställningen av rena grundfärger verkade oerhört starkt.
År 1904 utgavs det gamla norska Draumkvedet med Munthes illustrationer. Främst stod dock hans ornamentala utsmyckning av texten till Snorra 1894–1900. Muncks stiliserade dekorativa ornamentik, gav impulsen till en nyväckelse av den gamla norska vävnadskonsten, och efter hans kompositionen utförde hans hustru Sigrun Munthe och andra textila vävnader, som de berömda Sigurd Jorsalafars-textilierna. Hans konst verkade även genom influenser på det konstindustriella området. I utsmyckningen av det så kallade sagorummen på Holmenkollen och av Håkonshallen i Bergen försökte han skapa ett enhetligt uttryck för sina intensioner. Munthes samlade uppsatser utkom 1919 under titeln Minder og Meninger. Munthes finns representerad vid bland annat Göteborgs konstmuseum och Nationalmuseum i Stockholm.
Gerhard Munthe gifte sig 1886 med Sigrun Sandberg, dotter till Jørgen Flood Sandberg  och Jenny Sandberg, som samma år gifte sig med Bjørn Bjørnson. Gerhard och Sigrun Munthe bodde i Jenny Bjørnsons Ringstabekk pensionat från 1895. De flyttade 1899 in i ett egenritat hus, Villa Leveld, på Lagåsen, Lysaker utanför Oslo, och så småningom till Morskogen i Eidsvoll. Sigrun gjorde bildvävnader efter flera av mannens teckningar. Paret skilde sig 1918, och Sigrun gifte sig med Fridtjof Nansen året därpå.

## Verk i urval
- Efter Regn, motiv från Eidsvoll, Konstmuseet i Köpenhamn, 1883
- Epletreet, Nasjonalgalleriet, 1884
- ´Bondehagen, 1889
- Blåveis, 1891
- Elleve fantasier om norske eventyr, Sort-Hvitt-utstillingen, Kristiania, 1893
- Illustrationer till Snorres Kongesagaer, 1896–1899
- Dekoration av «Eventyrværelset» på Holmenkollen Turisthotell, på uppdrag av Axel Heiberg, 1897
- Illustration och handskriven text till Draumkvedet, 1904
- Dekorationer till Håkonshallen i Bergen, 1910–1916 (förstörd 1944)
- Bærums rådhus har ett "Muntherom" med sju sagomålningar, 1916

## Bildgalleri

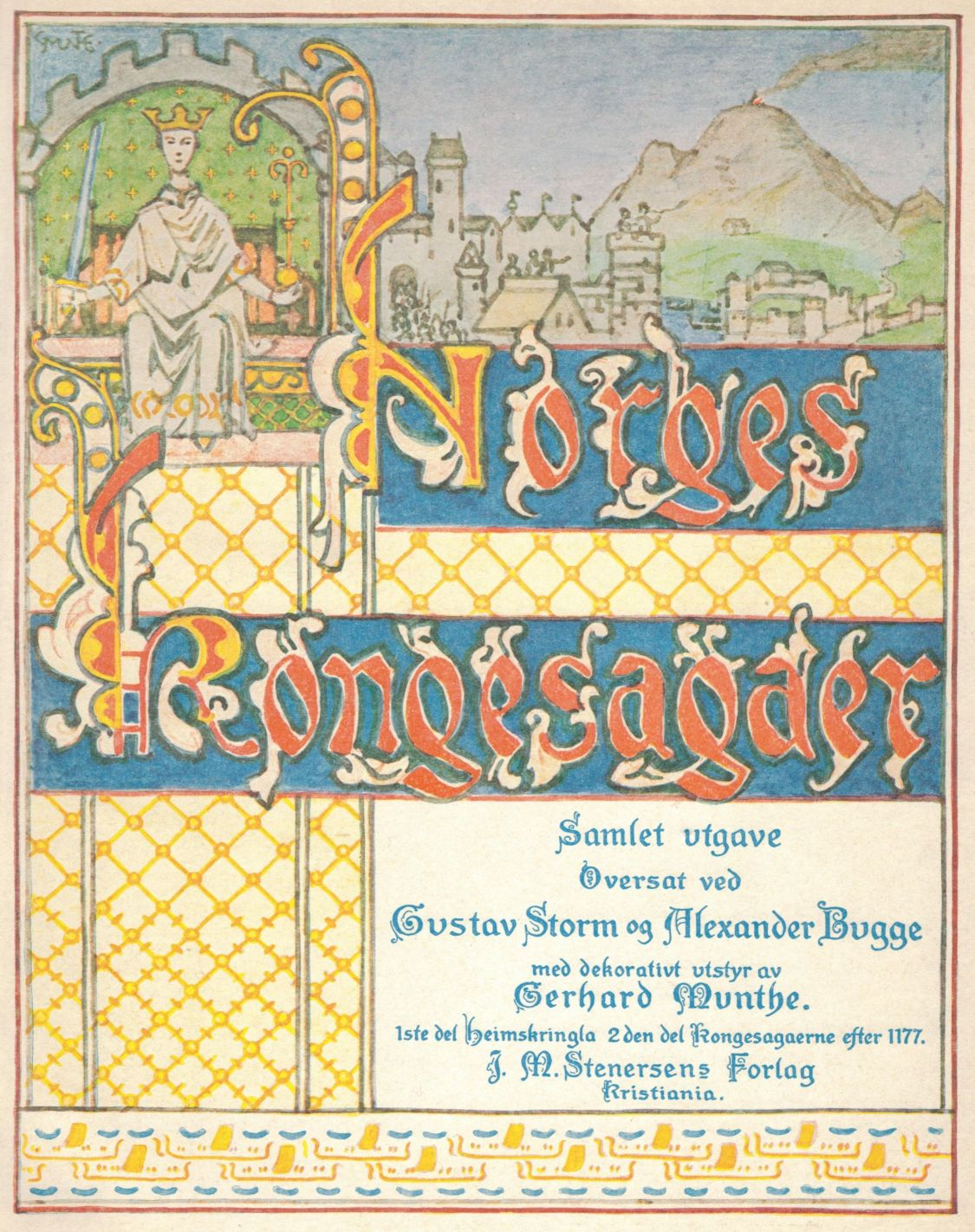
Norges kongesagaer, illustrerad av Gerhard Munthe 1914
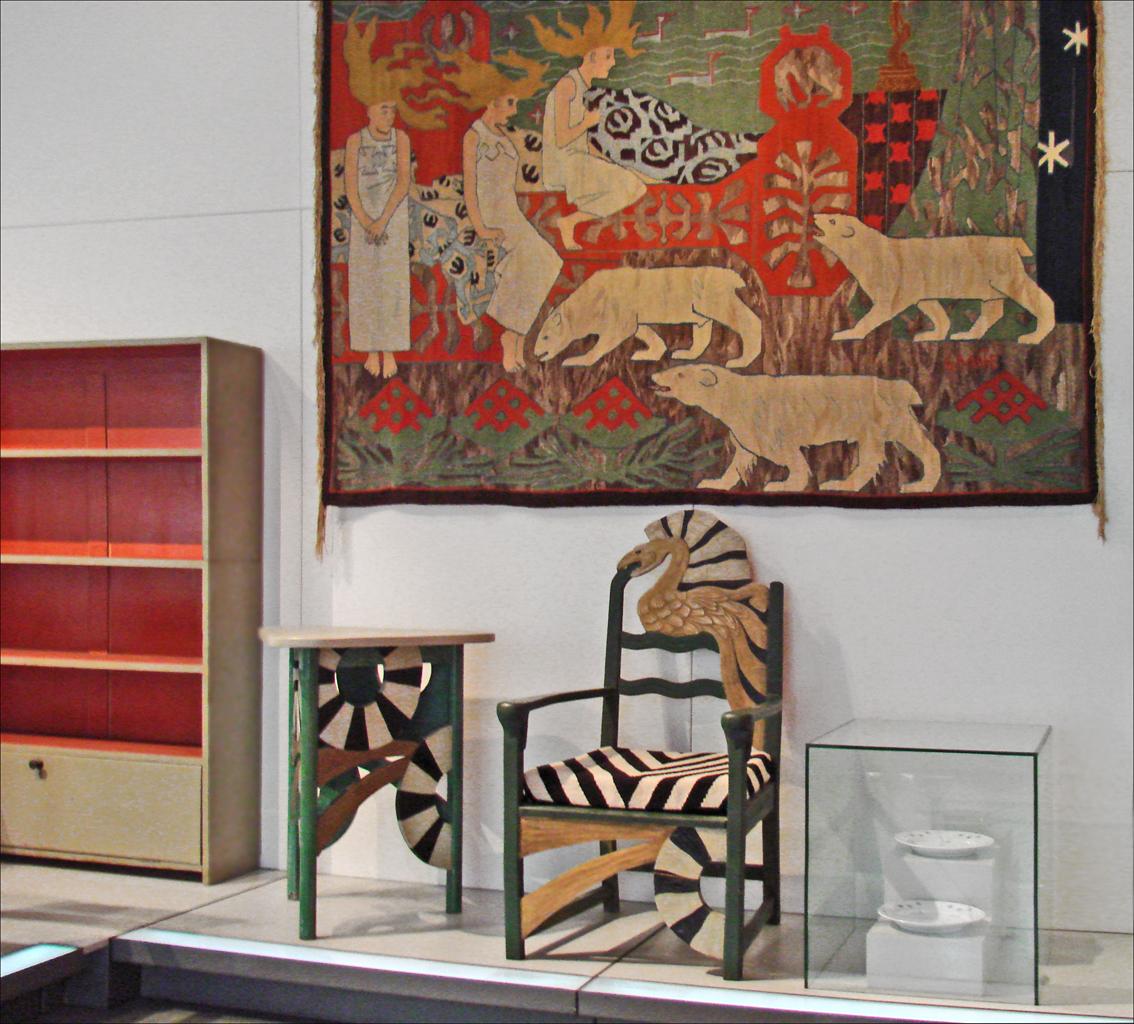
Bildväven Nordlysdøtrene och möbler formgivna av Gerhard Munthe på 1890-talet, Nasjonalmuseet for kunst, arkitektur og design i Oslo
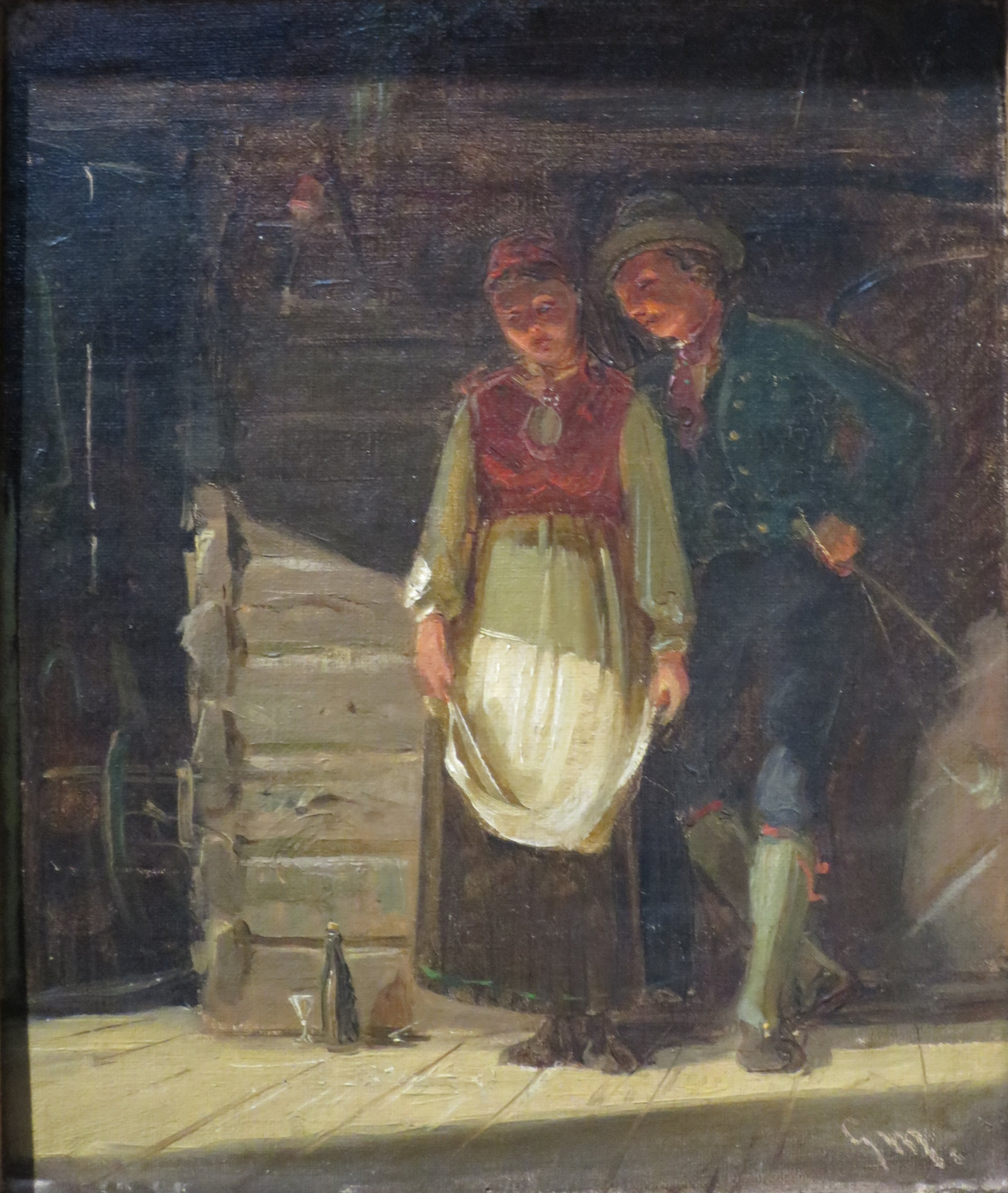
Frieriet, 1873
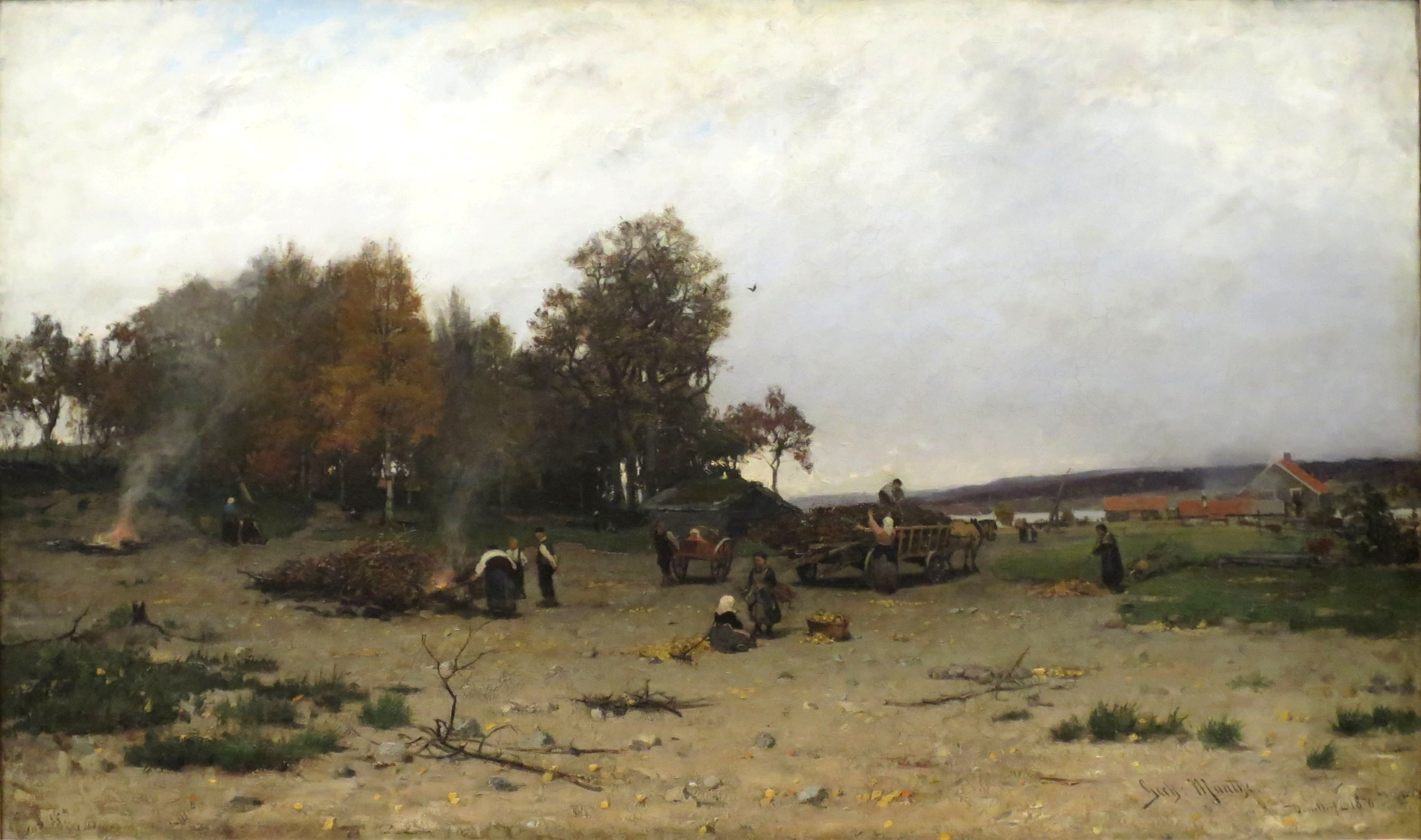
Höstlandskap, 1876
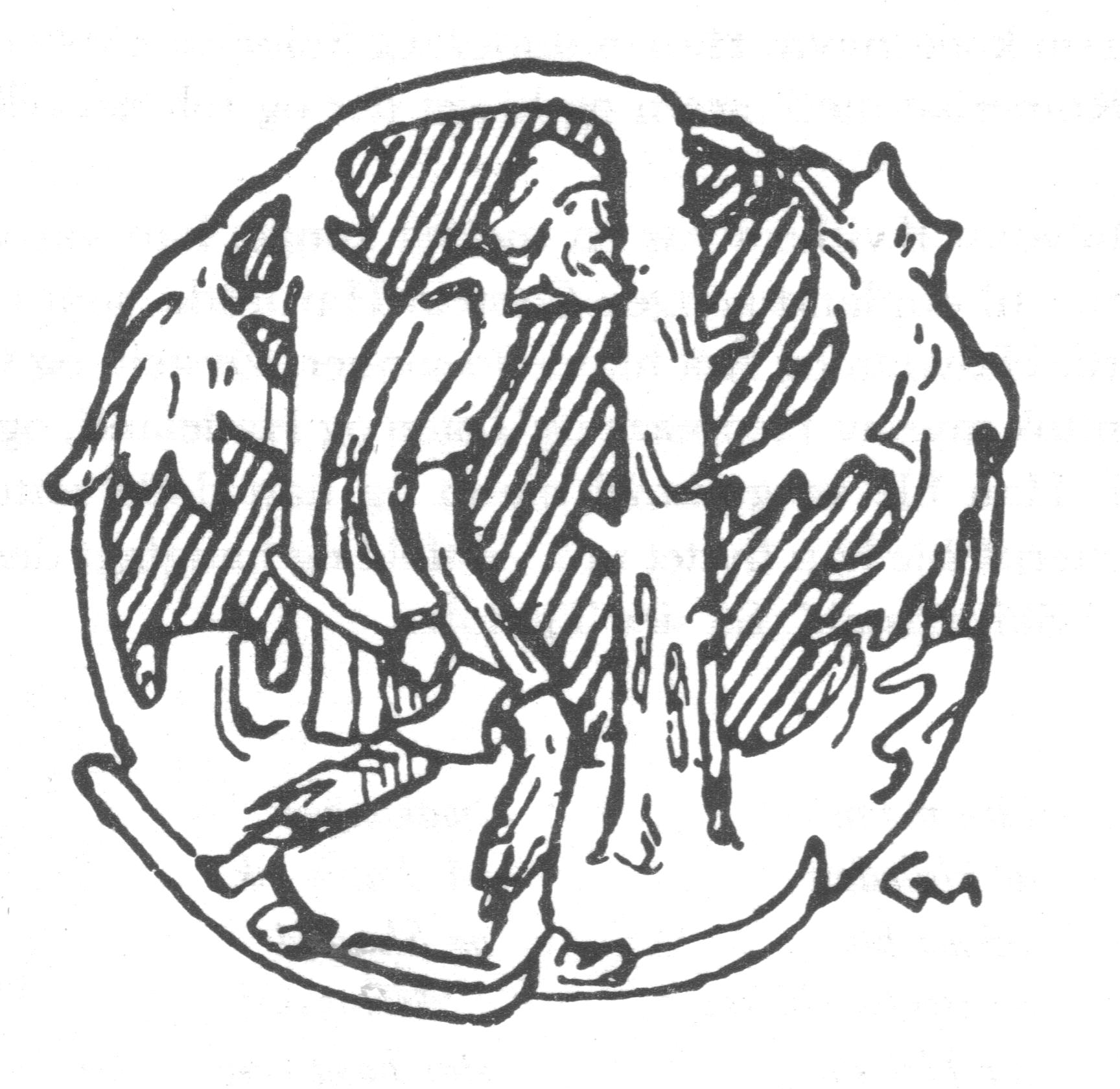
En Snorre Sturlassonillustration från Ynglingasagan
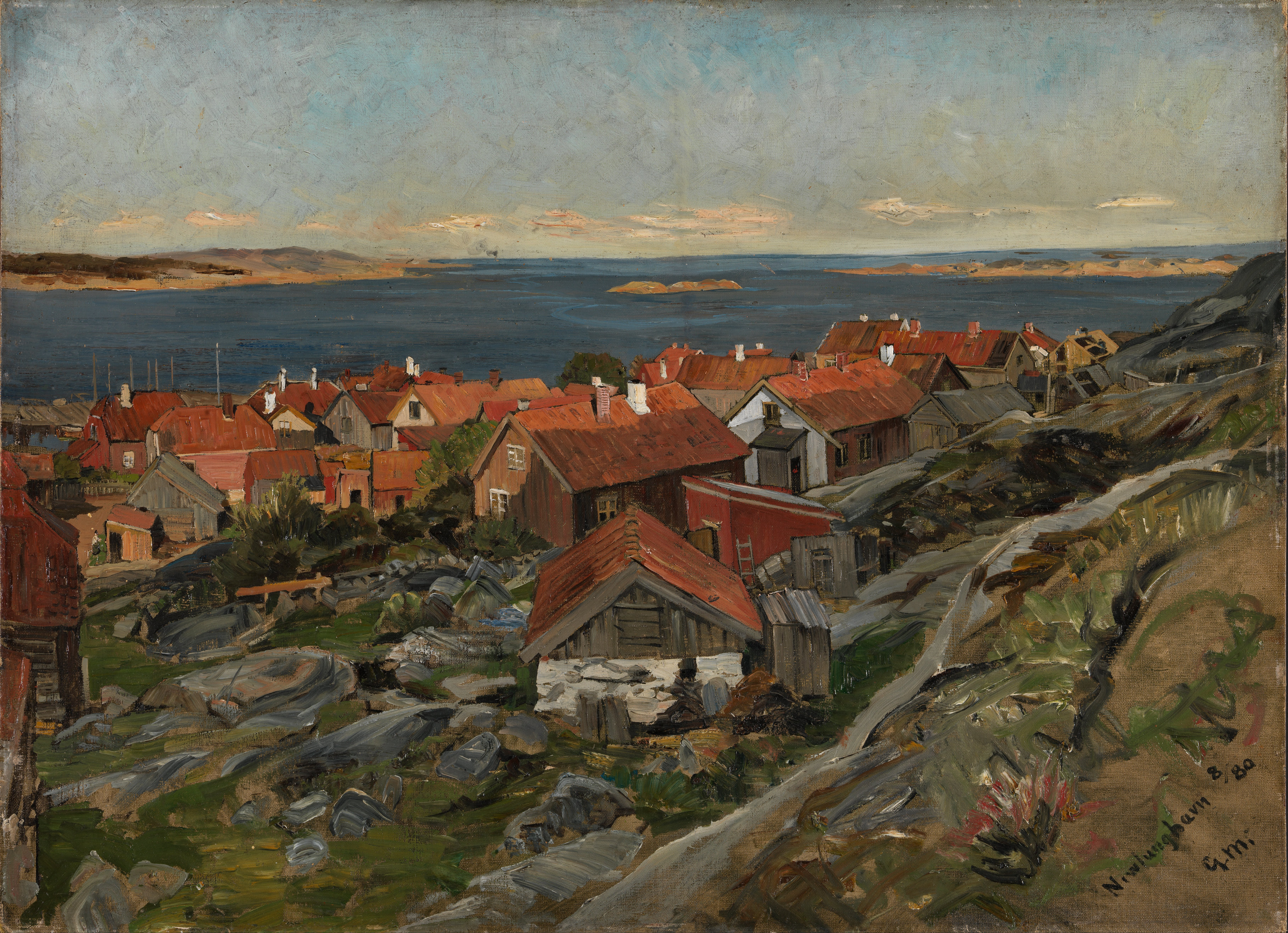
Nevlunghavn
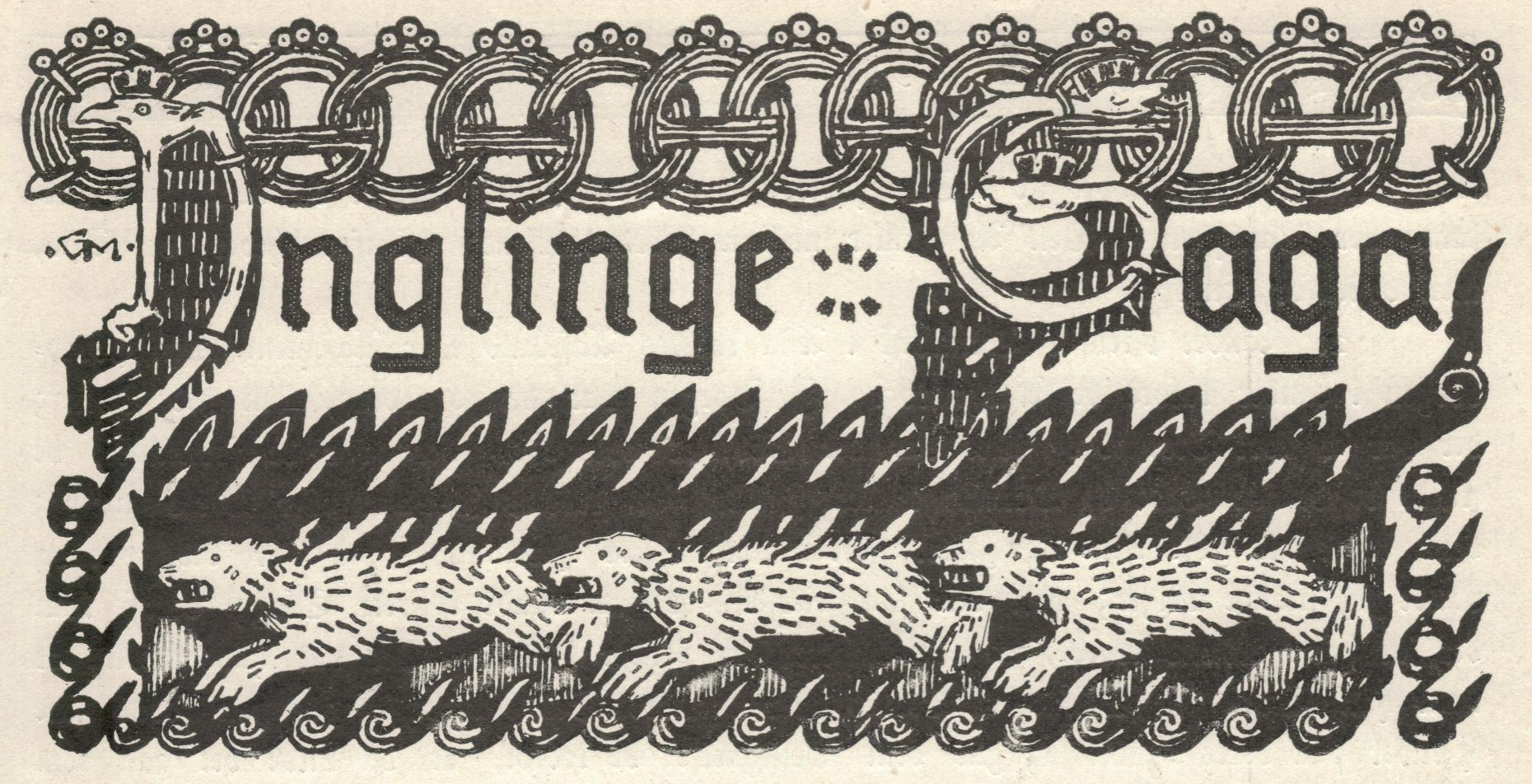
Titelfrisen til Ynglingesaga
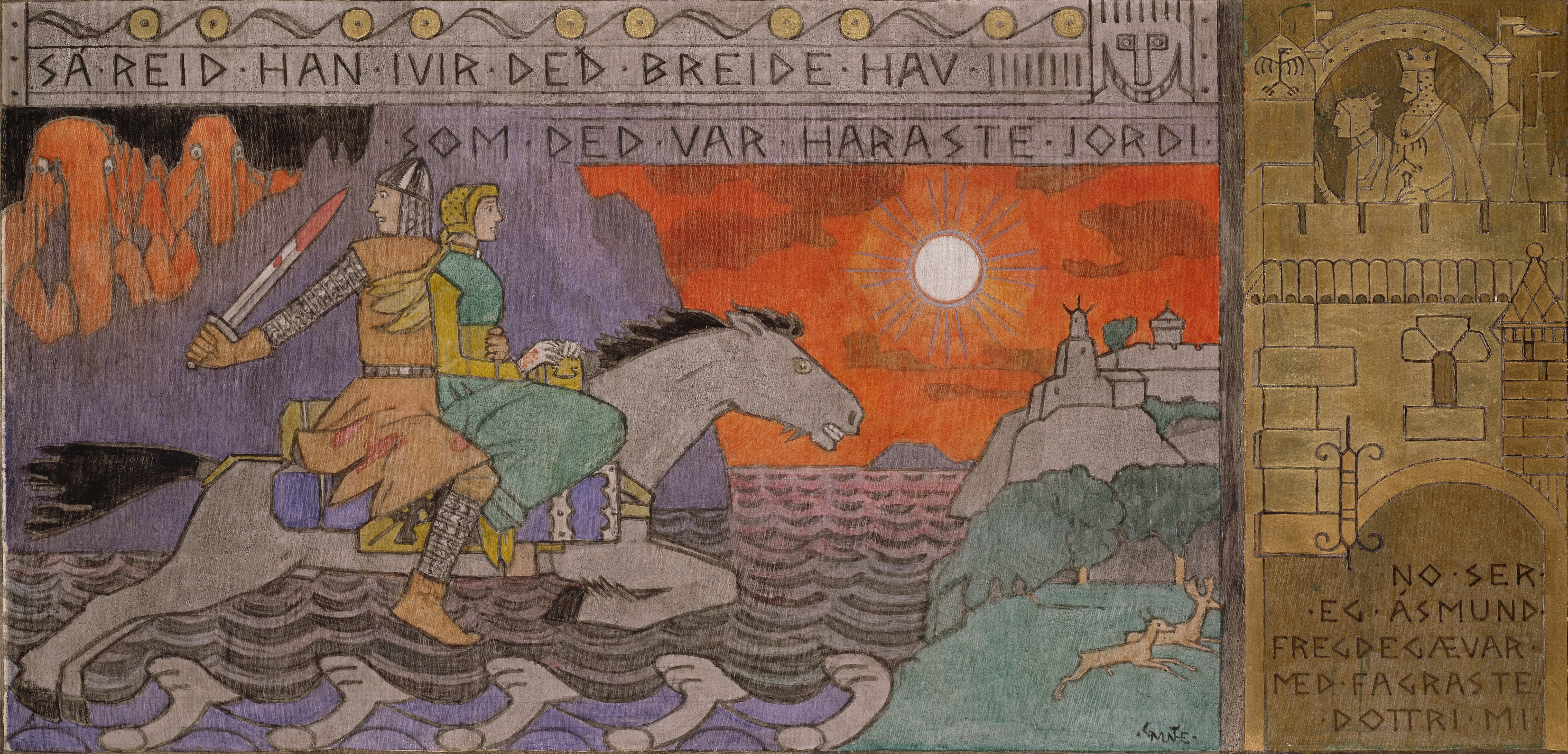
Åsmund Frægdargjeva rid heim med prinsessa, 1902-1904
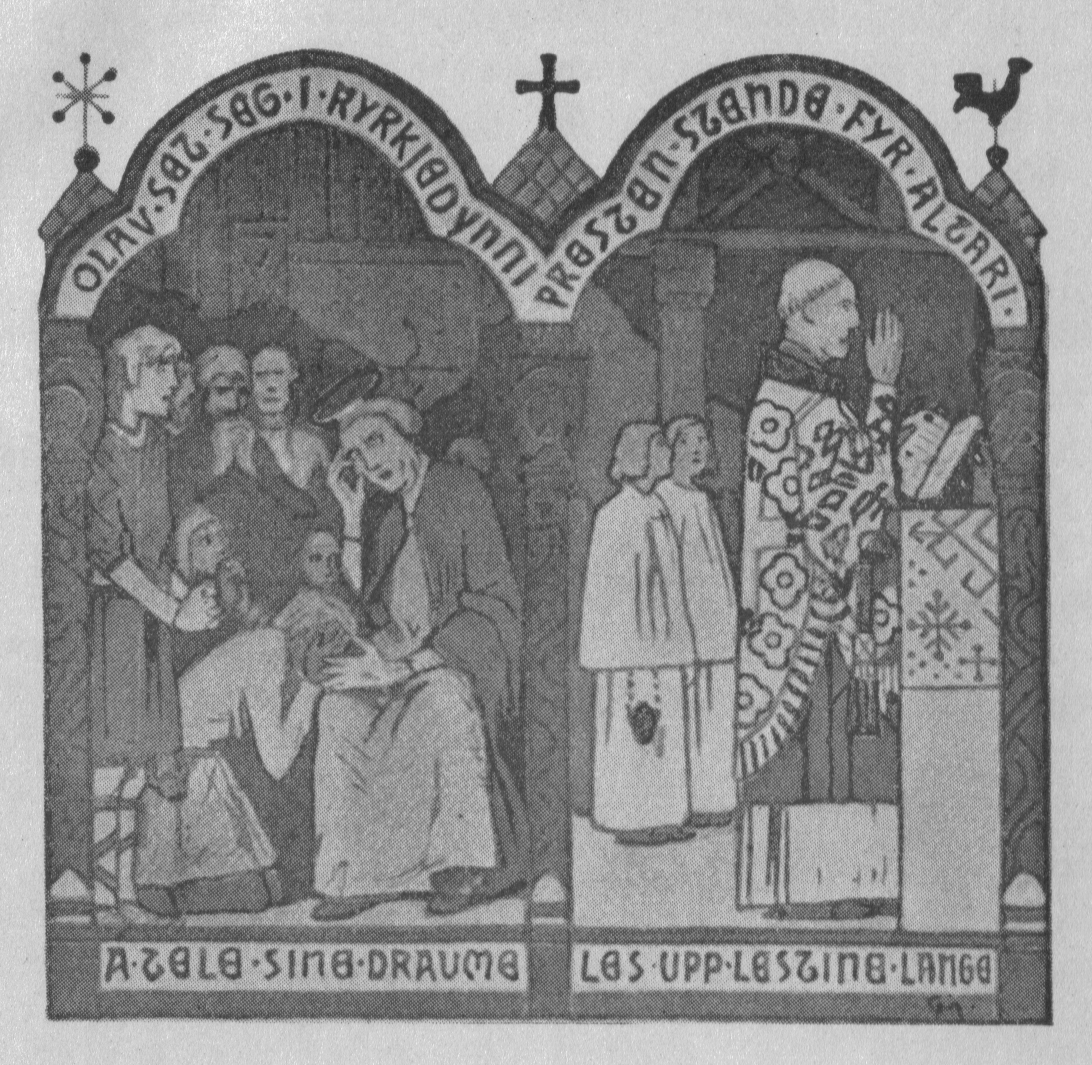
Draumkvæde, 1904
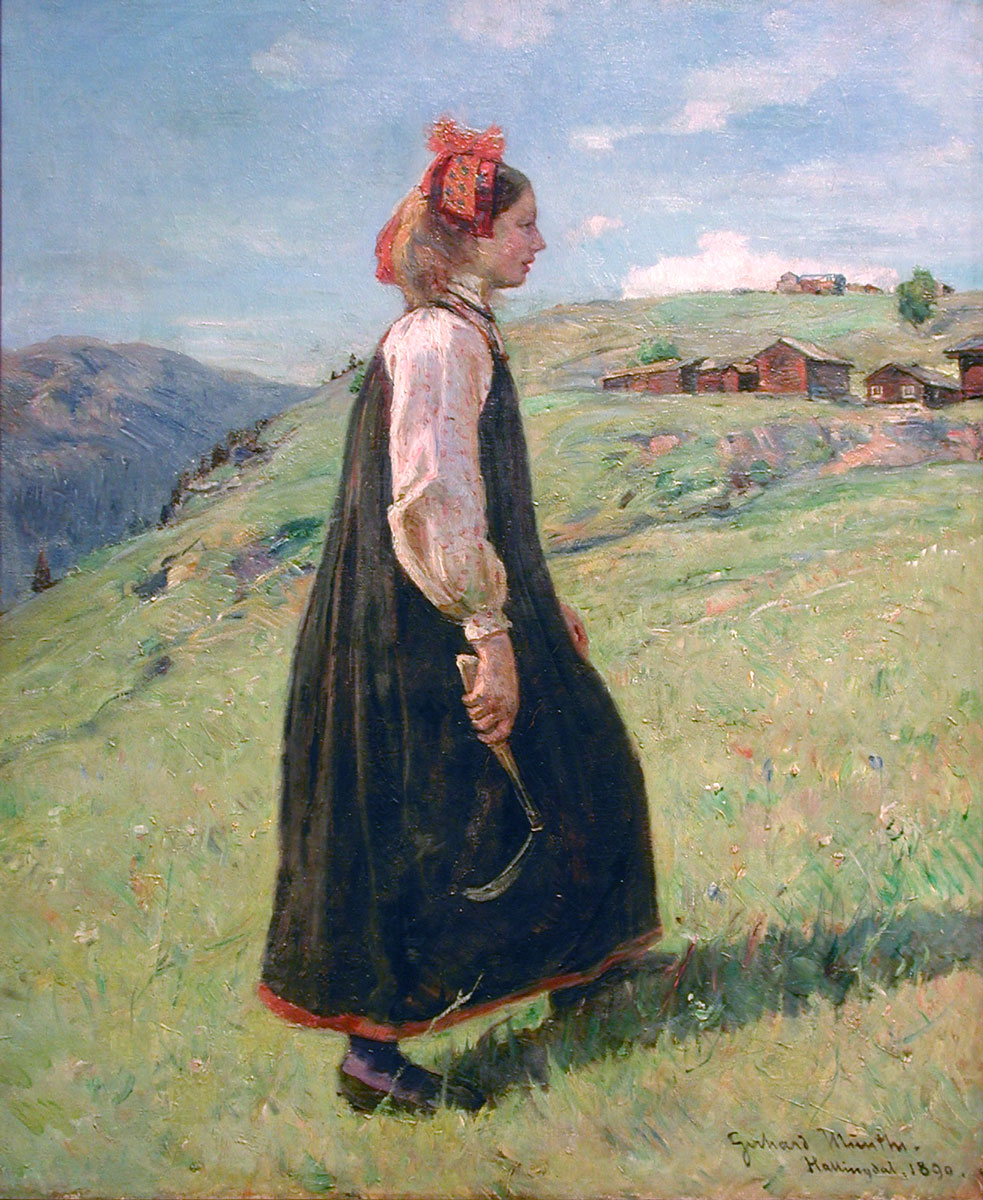
Budeia, 1890
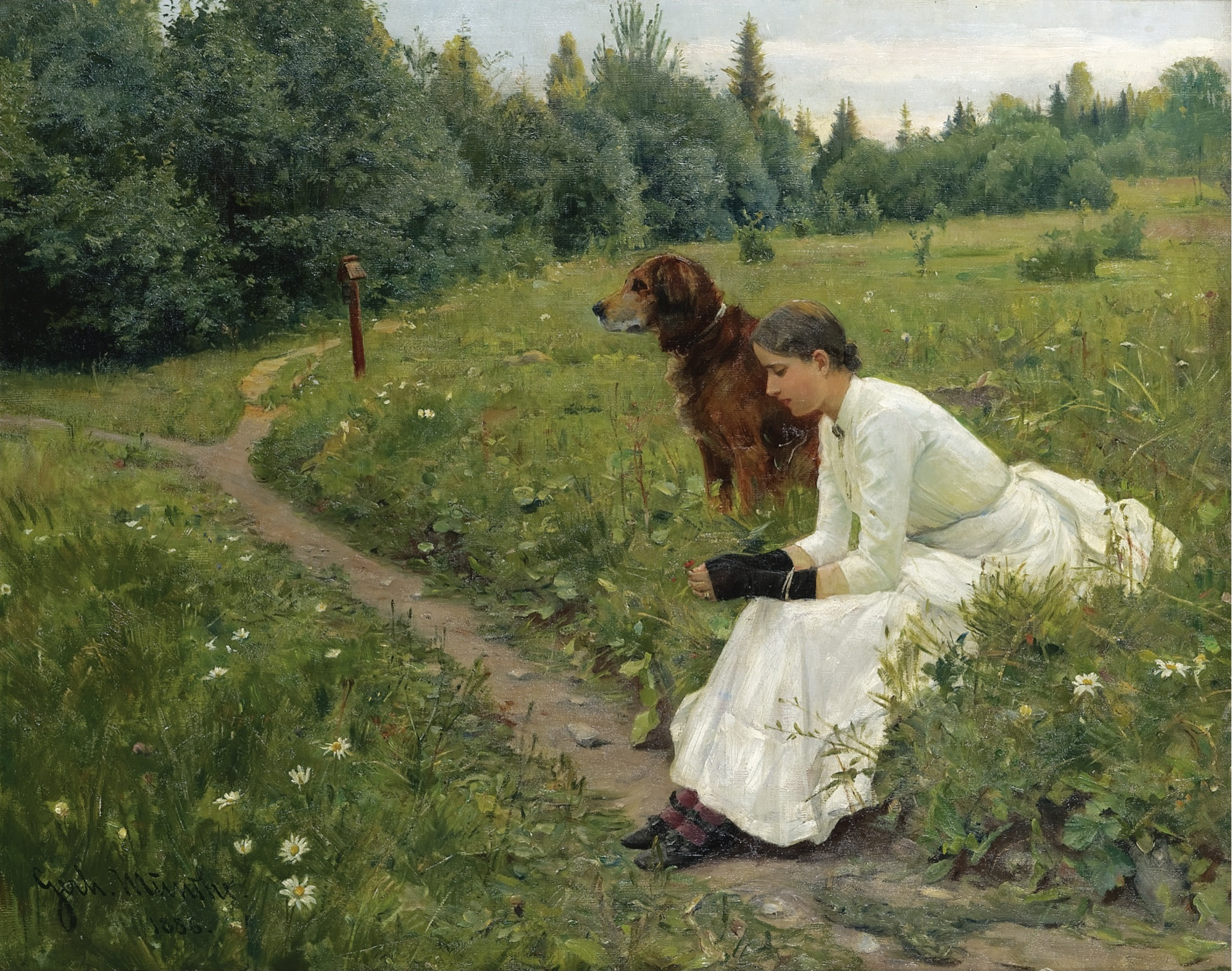
Idyll, porträtt av Sigrun Munthe, 1886
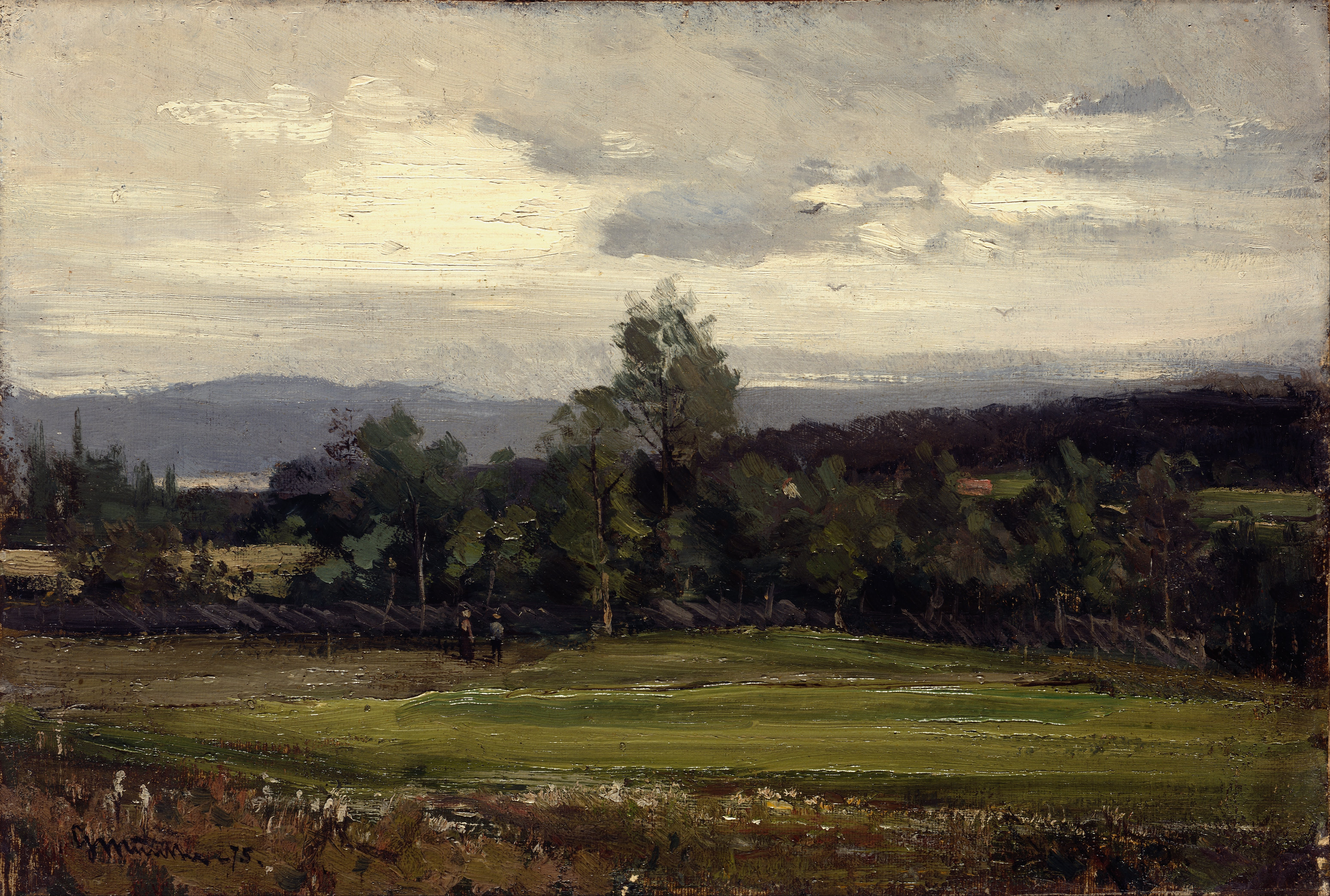
Fält i Hedmark, 1875
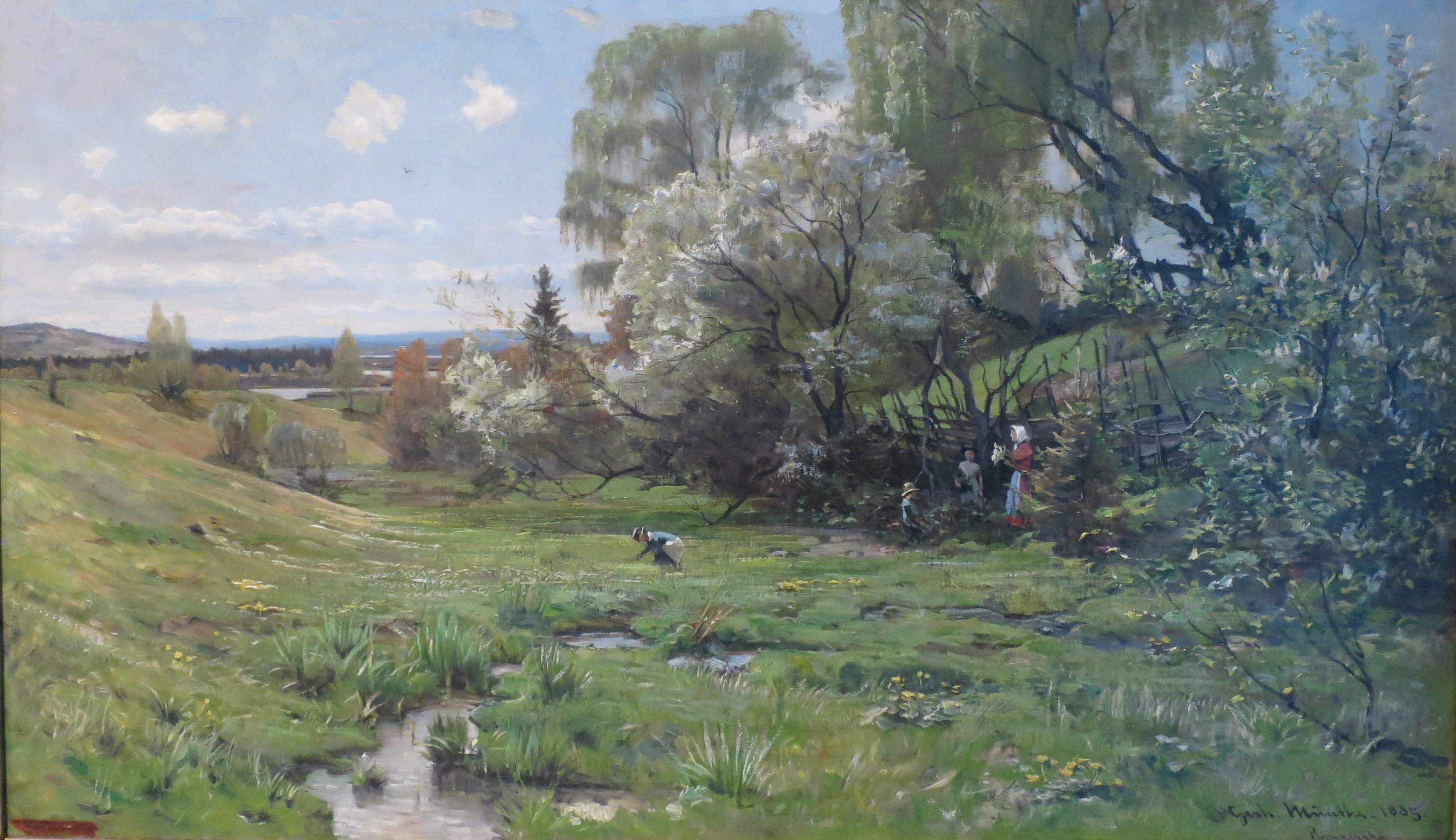
Från Ringerike, 1885
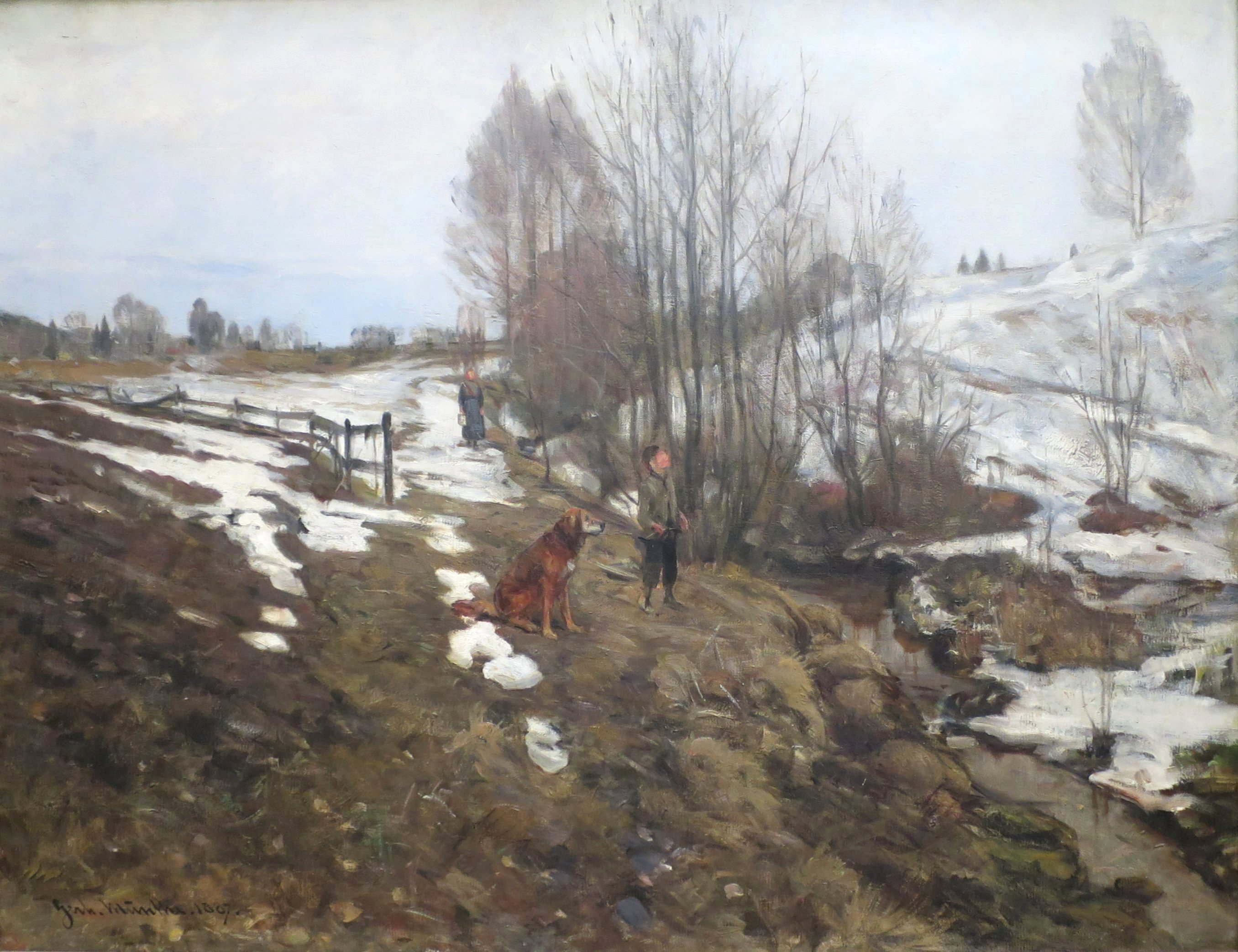
Tidig vår, 1887
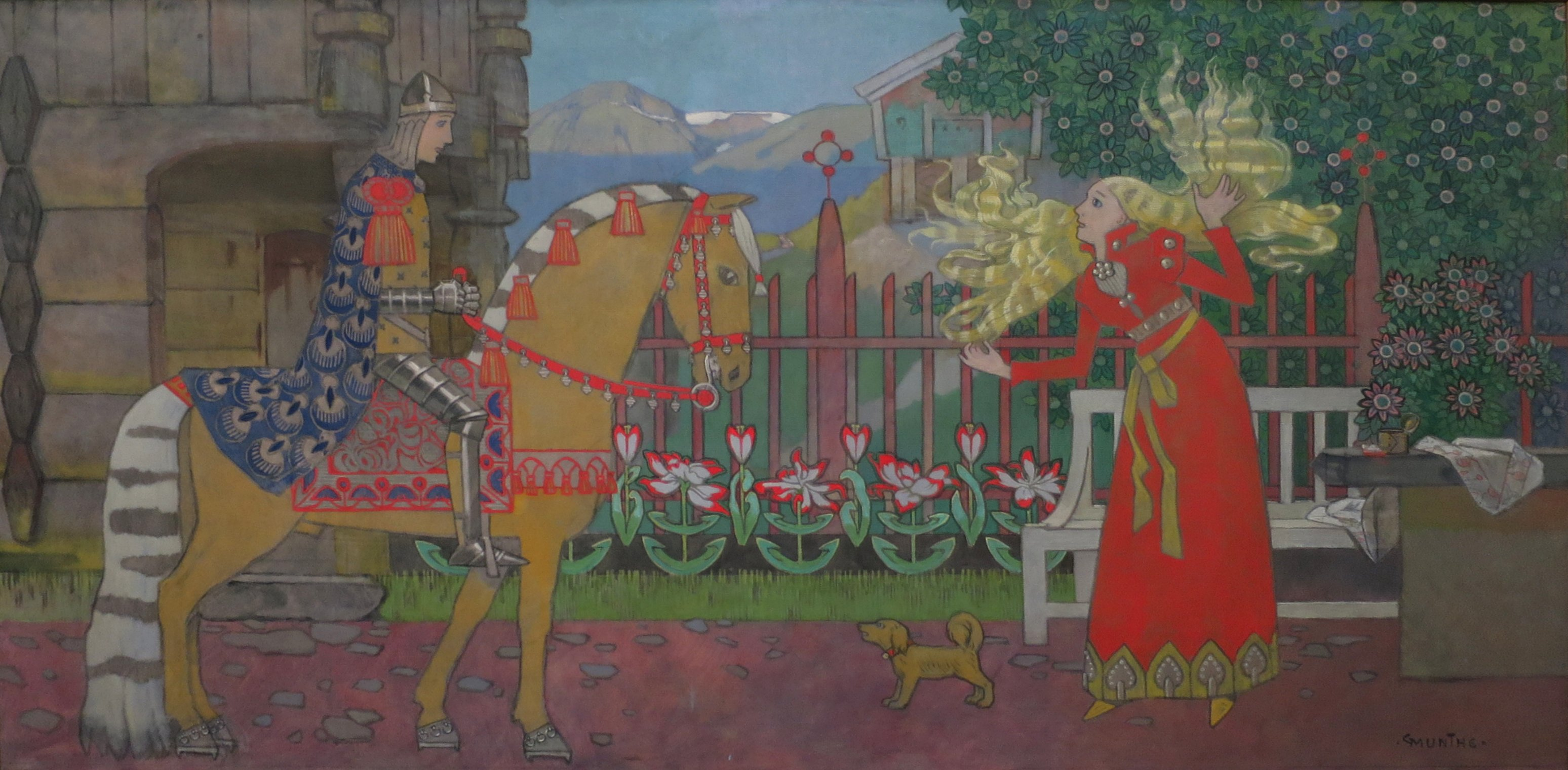
Uppvaktaren, 1905